# Mátyás B. Ferenc
Mátyás B. Ferenc (eredeti neve: Bráver Ferenc, írói álnevei: Udvardy Ferenc, Zoltán Ferenc) (Csepel, 1943. augusztus 6. – 2024. február 18.) magyar író.

## Életpályája
1962-ben érettségizett Kolozsváron az Ady-Şincai Líceumban. Egyetemi tanulmányait a temesvári Távközlési Főiskolán végezte el. 1963–64 között Diósadon magyar irodalmat tanított. 1964–1986 között a kolozsvári postán műszerészként dolgozott.
Csend című novellájával a Megyei Tükörben jelentkezett (1970). Elbeszéléseit, verseit a Korunk, Igaz Szó, Brassói Lapok, a pozsonyi Új Szó közölte. Első kötete Légyfogás kézzel és csapóval címen viszonylag későn jelent meg (1980). Méltatói szokatlan gyakorlottságát, karcolatainak célratörő (időnként túlságosan puritán) s abszurd végkifejletig ívelő szerkezetét emelik ki, s ez további írásainak is meghatározó jegye maradt. Középponti problémája a kisember-lét kiszolgáltatottsága, a helyzet okozta erkölcsi torzulások. Erkölcsi magatartása elsősorban az ábrázolás könyörtelen objektivitásában érhető tetten: az elbeszélésvilág öntörvényű folyamatai a szereplőket eleve megfosztják a cselekvő visszahatás lehetőségeitől. A játékember c. regényében és utolsó elbeszéléskötetében a játék és az irónia ellenpontja teszi gazdagabbá a mondandót.
1986 óta élt Magyarországon. 1986 és 1987 között a Múzsa Kiadó irodalmi szerkesztője volt. 1987–-1990 között a Magvető Könyvkiadónál külső lektorként tevékenykedett. 1988-tól 1990-ig között a Magyar Nemzet irodalmi szerkesztőjeként dolgozott. 1990-től az Erdélyi Szövetség elnökségi tagja volt. 1990–1991 között, valamint 1997 óta szabadfoglalkozású író volt. 1991 óta az Erdélyi Magyarság rovatvezetője, 1992–-1995 között főszerkesztője volt. 1996-ban a Világlapnál főmunkatárs volt. 1998-tól a Harmadik Évezred tulajdonos-főszerkesztője volt. A Primor Kiadó társtulajdonos-igazgatója, A Magyar Írószövetség, és az Erdélyi Magyar Írók Ligája tagja, az Erdélyi Szövetség alapító tagja, és más írói pályájával közös társulások tagja volt.

## Magánélete
1962-ben házasságot kötött Lévay Annával. Két gyermekük született: Anna Mária (1963) és Sándor Ferenc (1967).

## Művei
- Légyfogás kézzel és csapóval ( karcolatok, novellák, 1980)
- Sorsátültetés (novellák, 1981)
- A játékember. Regény; Kriterion, Bukarest, 1982
- Egyszemélyes társasjáték (elbeszélés, 1983)
- Valószínű történetek (novellák, 1984)
- Yogi. Magam vagyok, ne féljetek tőlem (kisregény, 1988)
- fáradtÉden (elbeszélések, 1989)
- Szabadon választott megtorlás (válogatott novellák, 1990)
- Léggömbvadászat (önéletrajzi regény, 1991)
- Mezítelen árnyékod (regény, 1993)
- Baziliszkusz Egy eszmény prózai megsiratása; Primor, Budapest, 1994
- Vágj hozzá(m) mosolygós arcot (versek, 2014)
- Rekviem napi árfolyamon (versek, 2016)
- Vergődj, mintha élnél (kisregény, 2017)
- Dalolj, dalolj, vakvarjúcskám (versek, 2018)
- Ars Kamikaze (a szerző 75. születésnapjára megjelent versek, 2018)
- Hangulatbűneim (versek, 2019)
- Időhámozás (versek, 2020)
- Végső stációm (versek, 2021)
- Töretlen töredékek. Versek; Napkút, Budapest, 2022

## Díjai, kitüntetései
- Romániai Írószövetség prózadíja (1982) (nem vehette át)
- Országos Prózadíj (1982)
- SZOT-ösztöndíj (1987-1988)
- Népszava-ösztöndíj (1988)
- Eötvös-ösztöndíj (1989)
- Artisjus-díj (irodalmi) (1991, 1999)
- Arany János-ösztöndíj (1998)